# مركز بحوث الصحراء (مصر)

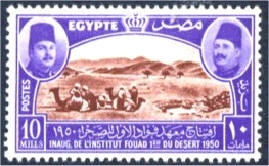
الطابع التذكاري لإنشاء معهد فؤاد الأول لبحوث الصحراء

مركز بحوث الصحراء هو مركز حكومي بحثي مصري يتبع وزارة الزراعة. وهو أقدم مراكز البحوث في مصر حيث افتتح رسمياً في 30 ديسمبر 1950 تحت اسم معهد فؤاد الأول للصحراء حتى صدر قرار رئيس الجمهورية رقم 90 لسنة 1990 بإنشاء مركز بحوث الصحراء كهيئة علمية لها الشخصية الاعتبارية تتبع وزير الإستصلاح الزراعي، وهو يختص بكل مايتعلق بالزراعة والمياه والإنتاج الحيوانى تحت الظروف الجافة وشبة الجافة.
ويقع المقر الرئيسي لمركز بحوث الصحراء في قصر الأمير «يوسف كمال» بالمطرية (القاهرة) بالقاهرة.

## التشريعات المنظمة
- مرسوم صادر في 11 أبريل 1949: بشأن اعتماد النظام الأساسى لمعهد فؤاد الأول الصحراء.
- أمر ملكي رقم 16 لسنة 1949: بشأن تعيين أعضاء مجلس إدارة معهد فؤاد الأول للصحراء.[3]
- مرسوم صادر في 5 يونيو 1952: بتعديل بعض أحكام المرسوم صادر في 11 أبريل 1949.[4]
- قانون رقم 533 لسنة 1953: بإدماج مجلس فؤاد الأول الأهلى للبحوث ومعهد فؤاد الأول للصحراء في المجلس الدائم لتنمية الإنتاج القومى.[5]
- قرار رئيس الجمهورية رقم 1032 لسنة 1959: بتطبيق القواعد الواردة بقرار رئيس الجمهورية رقم 347 لسنة 1957 بمعهد الصحراء.[6]
- قرار رئيس الجمهورية رقم 1430 لسنة 1959: بإدماج معهد الصحراء ومشروع تنمية المراعي في الصحراء الغربية ومشروع الواحات ومشروع وادي النطرون في الهيئة العامة لتعمير الصحاري.[7]
- قرار رئيس الجمهورية رقم 1954 لسنة 1973: بشأن نقل تبعية معهد الصحراء من مركز البحوث الزراعية إلى وزارة استصلاح الأراضي.[8]
- قرار رئيس الجمهورية رقم 49 لسنة 1975: بتبعية معهد الصحراء لمركز البحوث الزراعية.[9]
- قرار رئيس الجمهورية رقم 381 لسنة 1982: بشأن نقل تبعية معهد الصحراء من مركز البحوث الزراعية إلى وزارة استصلاح الأراضي.[10]
- قرار رئيس الجمهورية رقم 90 لسنة 1990: بانشاء مركز بحوث الصحراء.[11]

## مهام المركز
يعد المركز بيت خبرة متكامل لوزارة الزراعة واستصلاح الأراضي يختص بكافة الدراسات المرتبطة بالمناطق الصحراوية التي تخدم خطط التنمية بالصحاري ومناطق الإستصلاح من خلال المهام المنوط بها وهي:
- إجراء البحوث والدراسات العلمية الأساسية والتطبيقية في شتى مجالات المتعلقة بإستكشاف وتنمية وإدارة الموارد الطبيعية بالصحاري المصرية وخاصة فيما يتعلق بالمياه والتربة والنبات والحيوان والإنسان والطاقة غير التقليدية.
- المشاركة الفعالة في دراسة وتخطيط المشروعات القومية في مجال استصلاح الأراضي وتنمية المناطق الصحراوية وفق توجهات الدولة ووزارة استصلاح الأراضي.
- دراسة ومتابعة مظاهر التصحر واقتراح الوسائل المناسبة للحد منها وتقليل أخطارها.
- تنظيم وتنفيذ البرامج التدريبية متعددة الأهداف وعلى مستويات مختلفة للمهتمين بإستصلاح وزراعة المناطق الصحراوية.
- التفاعل والاستجابة لمتطلبات واحتياجات المحافظات خاصة المحافظات الصحراوية لحل مشاكلها وإقامة النماذج التنموية بها.
- وضع وتنفيذ البرامج والحقول الإرشادية كتطبيق لنتائج البحوث والدراسات ودعمها بالقوافل الإرشادية من كافة التخصصات التي تتعامل مباشرة مع المزارع في الحقل لمناقشة مشاكله ووضع الحلول لها.
- نشر نتائج البحوث وتداولها مع مختلف الهيئات العلمية.
- التعاون مع الجامعات في إعداد الكوادر العلمية في التخصصات المختلفة وتوثيق الروابط العلمية والبحثية مع الهيئات العلمية والدولية والإقليمية والمحلية.
- إنشاء بنك معلومات للموارد الطبيعية بالصحاري المصرية.

## الأنشطة الرئيسية للمركز
يمارس المركز نشاطه من خلال أربع شعب بحثية تضم 23 قسماً، و49 وحدة، ولكل شعبه نشاطها الخاص، غير أن السمة الرئيسية لعمل مركز بحوث الصحراء هو تكامل العمل بين الشعب من خلال تكوين فرق بحثية متكاملة التخصصات تعمل معاً في تنفيذ الأنشطة البحثية للمركز والمساهمة في وضع خطط الدولة في المشروعات القومية الكبرى.

## محطات بحثية
- محطة بحوث رأس سدر
- محطة بحوث المغارة
- محطة بحوث كنج مريوط
- محطة مرسى مطروح
- محطة بحوث سيدى برانى
- محطة بحوث سيوة
- محطة بحوث حلايب وشلاتين
- محطة بحوث توشكى
- محطة بحوث الشيخ زويد
- محطة بحوث بلوظة
- محطة بحوث القنطرة

محطة تحت الإنشاء (محطة بحوث الطور)

## خدمات يقدمها المركز
- استكشاف المياه الجوفية وحفر وتصميم الآبار طبقا للاصول العلمية
- اقامة نظم لحصد وتجميع مياه الأمطار
- صيانة موارد المياه والتربة من التلوث
- إنتاج الاسمدة الحيوية للأنواع النباتية المختلفة
- إجراء التحليلات للاراضى والمياه والنبات والأعلاف الحيوانية
- تقديم التوصيات السمادية التي تناسب الاراضى والنبات
- وضع برامج لوقف زحف الرمال على المزارع والابار والمنشآت
- إنتاج ذكور حيوانية محسنة
- إنتاج الأعلاف الحيوانية من المخلفات العضوية
- إجراء دراسات الجدوى للمشروعات الزراعية المختلفة في المناطق الصحراوية
- عقد دورات تدريبية للمربيين والزراعيين والمستثمرين في مختلف النشاطات الزراعية في المناطق الصحراوية